# Bačinci
Bačinci  (srp.: Бачинци) je naselje u općini Šid u Srijemskom okrugu u Vojvodini.

## Stanovništvo
U naselju Bačinci živi 1.411 punoljetnih stanovnika, a prosječna starost stanovništva iznosi 41,4 godina (39,5 kod muškaraca i 43,0 kod žena). U naselju ima 474 domaćinstava, a prosječan broj članova po domaćinstvu je 2,90.
| Etnički sastav |            |        |
| Narod          | Stanovnika | %      |
| Srbi           | 1.072      | 78,02% |
| Rusini         | 215        | 15,64% |
| Hrvati         | 22         | 1,60%  |
| Ukrajinci      | 21         | 1,52%  |
| Slovaci        | 13         | 0,94%  |
| Jugoslaveni    | 10         | 0,72%  |
| Rusi           | 1          | 0,07%  |
| nepoznato      | 7          | 0,50%  |

| broj stanovnika | 1785  | 1815  | 1694  | 1538  | 1324  | 1298  | 1411  |
|                 | 1948. | 1953. | 1961. | 1971. | 1981. | 1991. | 2001. |

## Vanjske poveznice
- Položaj, vrijeme i udaljenosti naselja  Arhivirana inačica izvorne stranice od 31. ožujka 2008. (Wayback Machine)